# أليكسينا غراهام
أليكسينا غراهام (بالإنجليزية: Alexina Graham) هي عارضة أزياء بريطانية ولدت في 30 مارس 1990.غراهام سفيرة لمنتجات شركة لوريال.